# 粘土鉱物

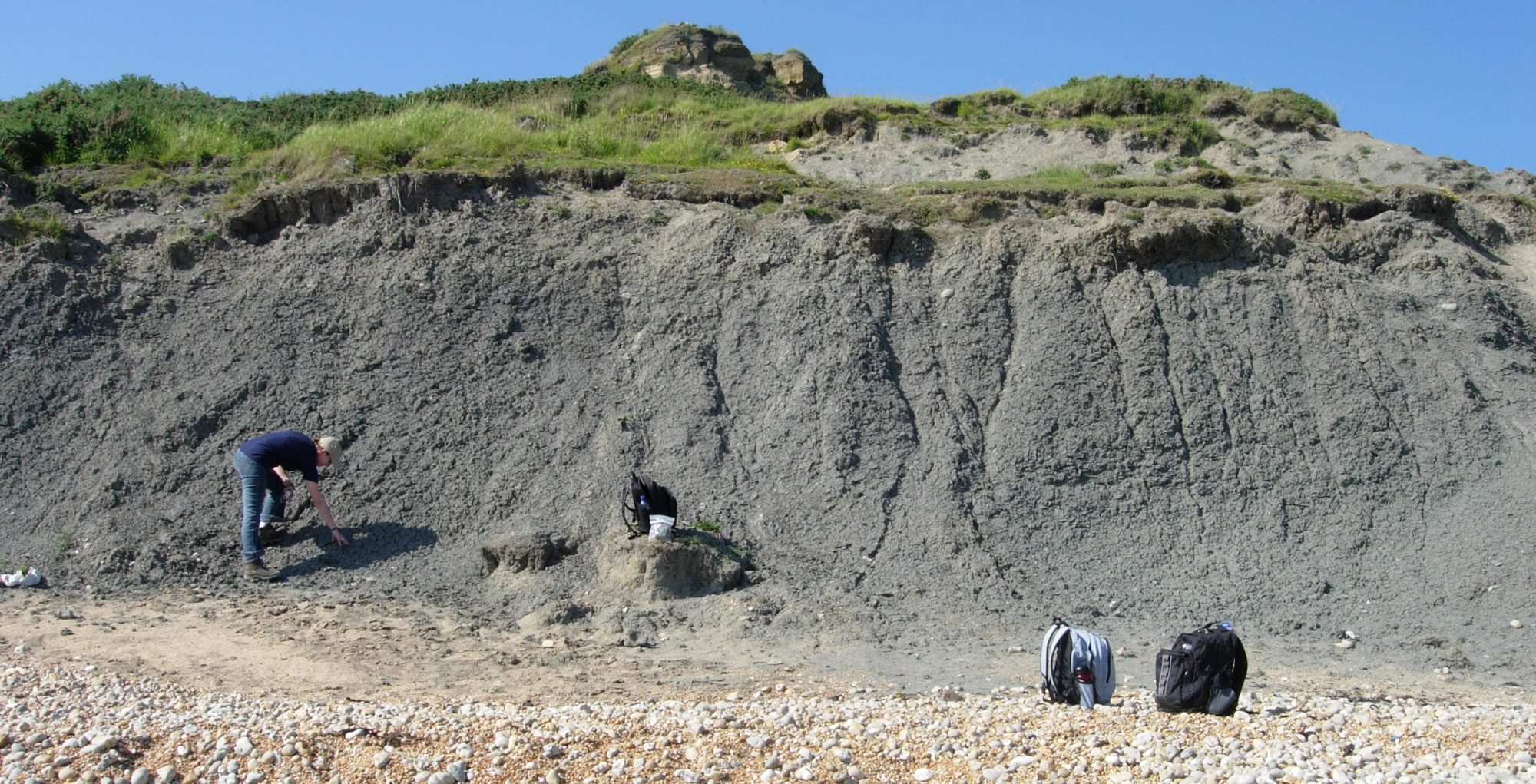
イギリスのウェイマス近郊にあるオックスフォード・クレイ（ジュラ紀）

粘土鉱物（ねんどこうぶつ、英語: clay mineral）とは、粘土を構成する鉱物で、主成分は層状ケイ酸塩鉱物（フィロケイ酸塩鉱物）である。

## 概要
金属イオン（アルミニウム、ナトリウム、カルシウム等）とケイ酸が連結しできたシートが、層状に形成されている。このシートの間隙に水や金属イオン、場合によっては有機物まで容易に取り込み放出することから、湿度調整やイオン交換性、触媒など、機能性材料として、生活用品をはじめ多様な分野で利用されている。また、セラミック素材や陶器の原料として利用されている。

## 主な粘土鉱物
- カオリナイト（高陵石）[2]
- スメクタイト
  - モンモリロン石（モンモリロナイト）[2]
- 絹雲母（セリサイト）
- イライト[2]
- 海緑石（グローコナイト）
- 緑泥石（クロライト）
- 滑石（タルク）
- 沸石（ゼオライト）